# Salle Gaveau
La salle Gaveau est une salle de concerts classiques, située au 45-47 rue La Boétie, dans le 8e arrondissement de Paris. Elle est particulièrement destinée à la musique de chambre et aux récitals de grands pianistes, de grands solistes d'autres instruments, de chanteurs ou cantatrices lyriques. Sa capacité est de mille vingt places réparties sur trois niveaux.
Construite par Étienne Gaveau en 1907, elle tient son nom de la maison de facture de pianos française Gaveau. Depuis la transmission de la direction en 1893 par leur père et fondateur de la manufacture, Joseph Gabriel Gaveau, Étienne assure conjointement avec son frère Gabriel Eugène sa conduite, étant plus directement chargé de l'administration. Dans l' « immeuble Gaveau » qu'il fait édifier rue La Boétie, il crée le nouveau siège social de l'entreprise ainsi que la salle.
Elle est notamment desservie par les stations de métro proches, Miromesnil et Saint-Philippe du Roule.

## Construction
Les plans de la salle ont été établis par Jacques Hermant en 1905, année d’acquisition du terrain. La construction de l’immeuble Gaveau s’est déroulée de 1906 à 1907. La vocation de cette salle était d’ores et déjà la musique de chambre, et son nombre de places était d’un millier, tout comme aujourd’hui. La salle reçoit un grand orgue construit en 1900 par la maison Mutin-Cavaillé-Coll. Cet instrument comportant trente-neuf jeux — huit au positif, douze au récit, douze au grand-orgue et sept au pédalier — a été par la suite installé en 1957 dans la commune de Saint-Saëns en Normandie. C'est un lieu de concert réputé pour son acoustique exceptionnelle.

## Débuts

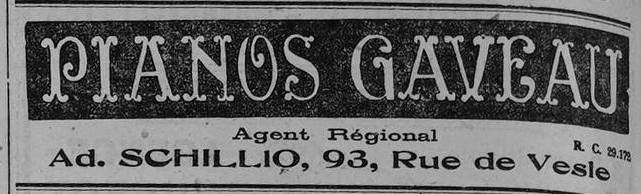
Pianos Gaveau, publicité de l'agence de l'Est de la France, 1924.

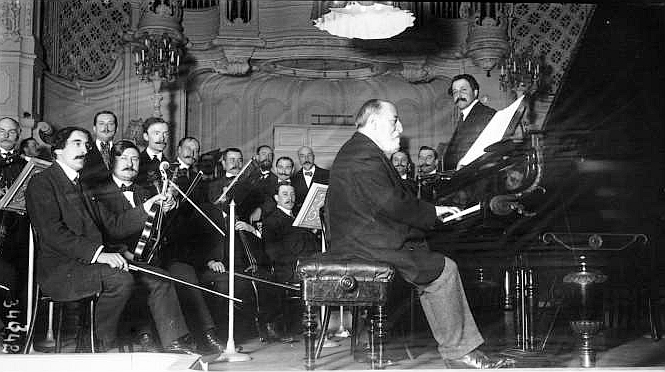
Audition de Camille Saint-Saëns au clavier du grand queue de concert Gaveau entouré de l'orchestre, salle Gaveau, 5 novembre 1913.

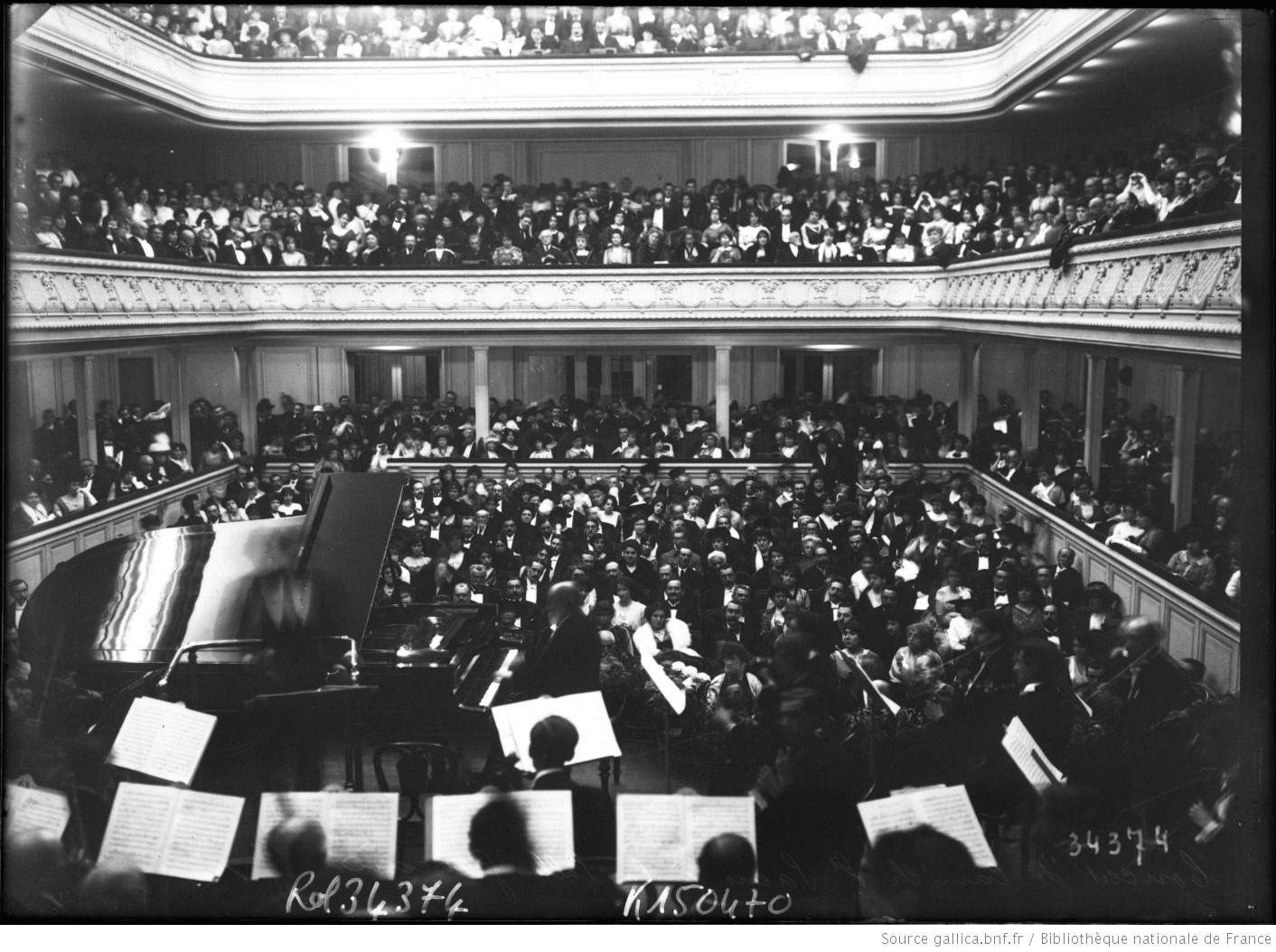
Camille Saint-Saëns jouant le piano grand queue de concert de la marque, salle Gaveau en 1913 avec Pierre Monteux.

Étienne Gaveau qui se charge de l'administration au sein de la manufacture de pianos Gaveau crée un siège social pour la société. Il l'établit en plein Paris, rue La Boétie pour y construire aussi en 1908 une grande salle de concert pouvant promouvoir la qualité de ses pianos, c'est la naissance de la salle . Elle est en fait un prolongement direct et logique des pianos Gaveau.
La salle ouvre ses portes le 3 octobre 1907 pour le concert du Lehrergesangverein (Chœur des Professeurs de la ville de Brême réunissant cent-quarante exécutants). Elle devient immédiatement une salle de prestige. Dès les premiers mois suivant l’ouverture, Camille Saint-Saëns puis d’autres musiciens célèbres y donnent des concerts où les pianos Gaveau sont particulièrement mis à l'honneur, spécialement le sommet de la gamme le grand queue de concert n° 5 visible en note,, ils le seront continuellement jusqu'aux années 1970. Les concerts Lamoureux, dirigés par Camille Chevillard, Vincent d’Indy et André Messager, s’installent à Gaveau. Les 5, 8 et 12 novembre 1907 Alfred Cortot, Jacques Thibaud et Pablo Casals donnent l'intégrale des trios de Beethoven. Les années suivantes, la salle Gaveau accueille Eugène Ysaÿe (le 21 janvier 1908), Lazare-Lévy (27 janvier 1909), Marguerite Long (le 11 décembre 1911), Georges Enesco (le 8 février 1912), Fritz Kreisler (les 21 et 28 avril 1912), Wilhelm Backhaus (le 15 mai 1912), Claude Debussy (le 5 mai 1917)...

## Les guerres mondiales
Durant la Première Guerre mondiale, la salle Gaveau est utilisée pour donner des spectacles aux soldats, ainsi qu’aux victimes. Elle poursuit toutefois son activité première. Durant l’entre-deux-guerres, la salle accueille Charles Munch (le 28 octobre 1933), Wanda Landowska (le 7 novembre 1933), Rudolf Serkin (le 2 décembre 1933), ou Yves Nat en 1934. Les concerts Lamoureux continuent de s’y produire.
Le même scénario se produit pendant la Seconde Guerre mondiale, où Gaveau est de nouveau utilisé comme salle de galas, tout en accueillant des musiciens célèbres comme Jacques Février, Pierre Fournier, Samson François, Paul Tortelier, Raymond Trouard.
La saison de concert continue après guerre. En 1955 par exemple, la salle accueille Reine Flachot, Pierre Bernac et Francis Poulenc, Alexandre Lagoya. Elle accueille aussi au cours de la même décennie Jeanne-Marie Darré, qui jouait sur grand queue de concert n° 5 Gaveau, de même que dans les années 1960 Georges Cziffra,,.
Le piano Grand Queue de concert n° 5, sommet de la gamme et fleuron de la marque Gaveau, a été utilisé durant des décennies sur la scène de la salle Gaveau jusque dans les années 1960. Il est visible sur deux clichés en note,.

## Rachat par le couple Fournier
En 1963, la maison Gaveau fait faillite, la marque étant reprise dans les « Grandes marques réunies », ensemble qui regroupe désormais les trois grandes marques de prestige françaises de facteurs de pianos : Érard, Pleyel et Gaveau. Ceci entraîne la vente de l’immeuble Gaveau à une compagnie d’assurance, et il est voué à être détruit au profit de la construction d’un parking. Chantal et Jean-Marie Fournier, couple de musiciens passionnés, rachètent la salle en 1976. 
En 1982, la salle est inscrite à l’inventaire, puis classée au titre des Monuments historiques en 1992. Chantal et Jean-Marie Fournier cherchent alors à la faire restaurer, l’état de la salle déclinant progressivement. Les subventions sont obtenues, et les travaux conduits par l’architecte en chef des Monuments historiques Alain-Charles Perrot. La salle rouvre le 8 janvier 2001. Elle est restaurée de façon plus sobre que précédemment, c’est-à-dire en cherchant à retrouver les couleurs et ornements de 1907.
En novembre 2013, le grand queue de concert n° 5 Gaveau fait ponctuellement un retour remarqué, car inédit depuis des décennies, sur la scène de la salle à l'occasion du récital de piano solo donné par Laurent Cabasso,,. 

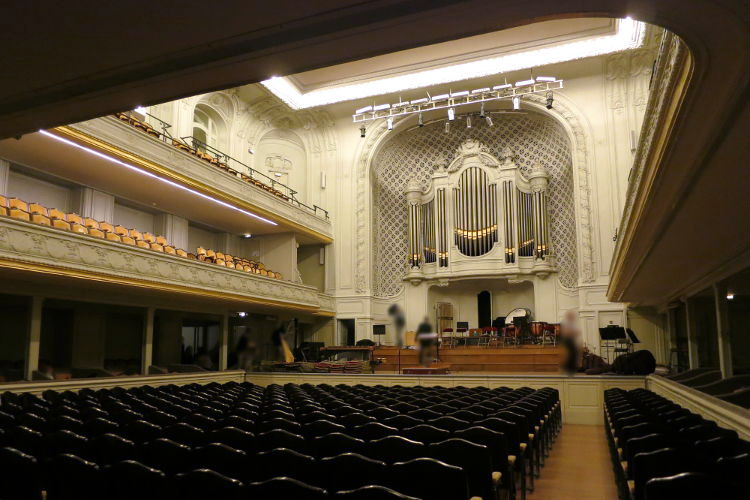
La salle Gaveau rénovée, vue générale en 2013 : la scène depuis la salle.
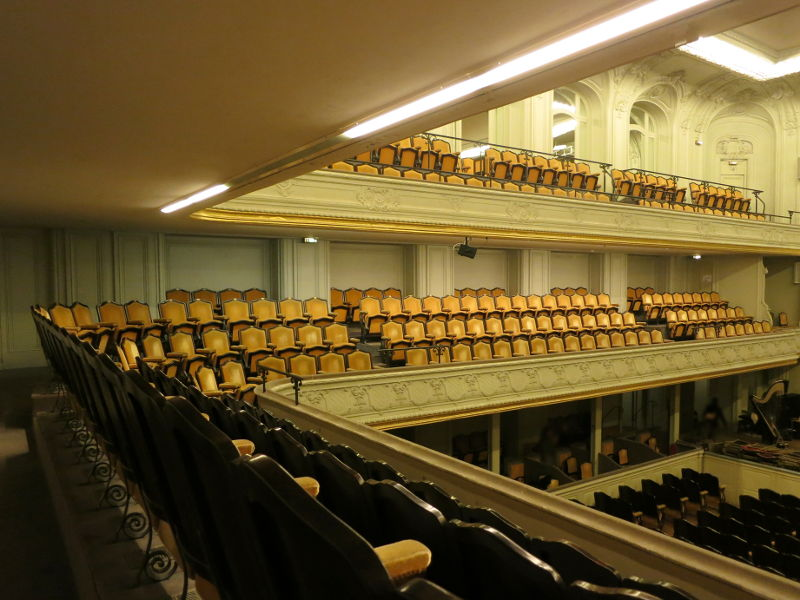
Les balcons.
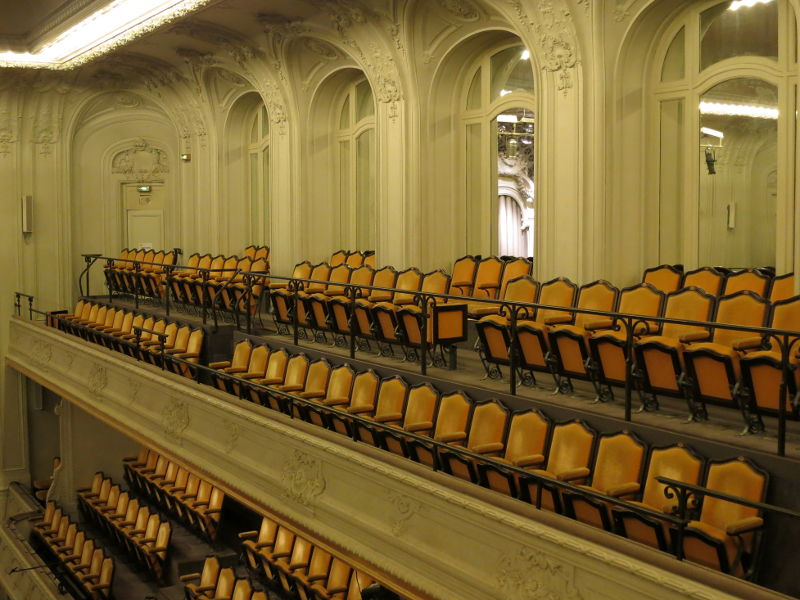
Les plafonds et le balcon haut.
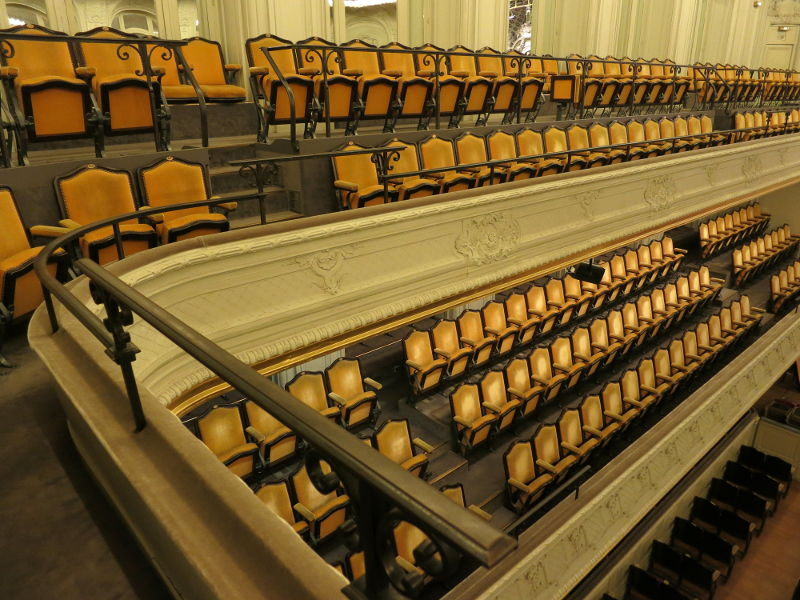
Les deux balcons vus d'en haut.
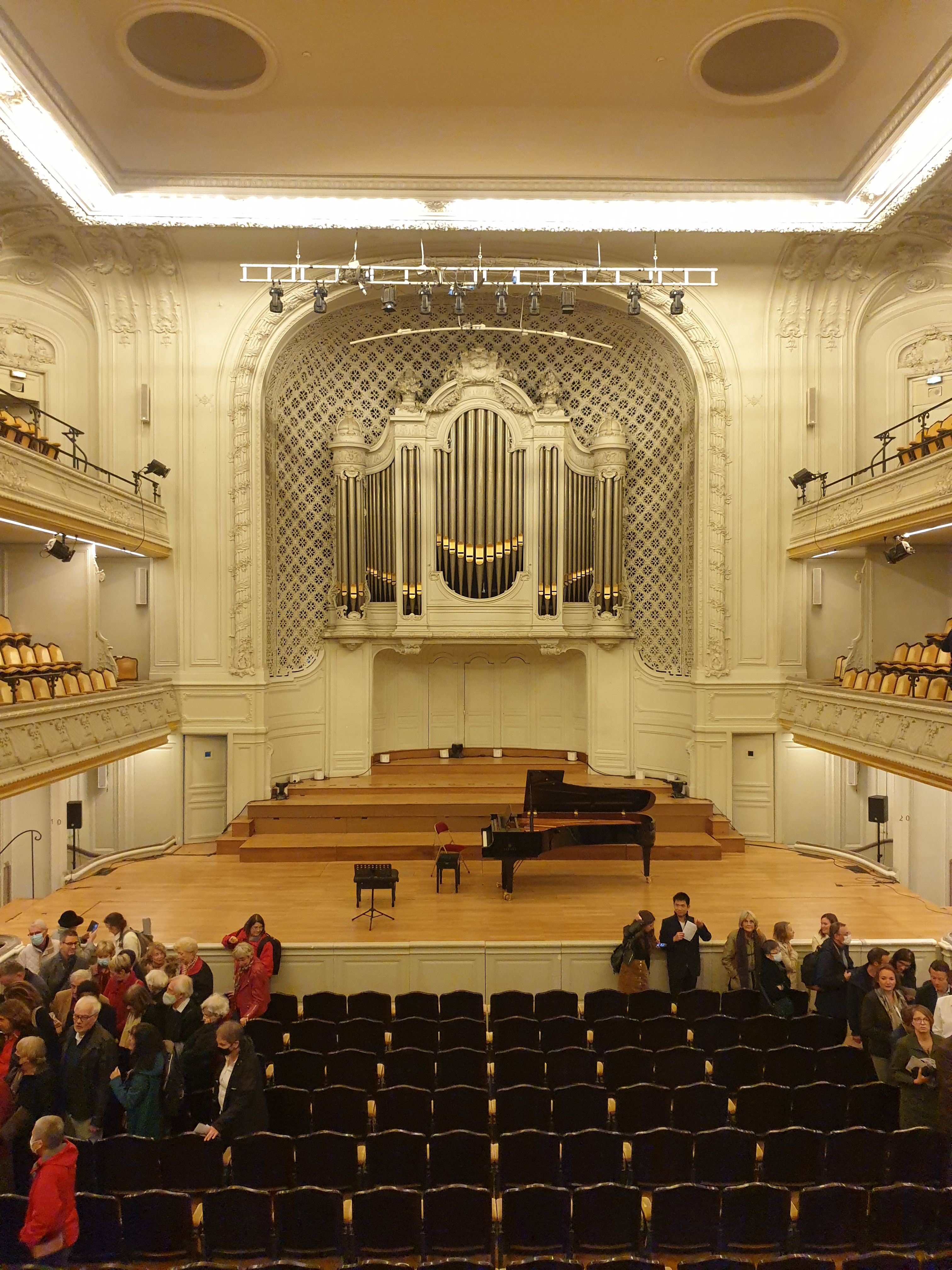
Vue depuis le premier balcon.

## Aujourd’hui
(mai 2025).

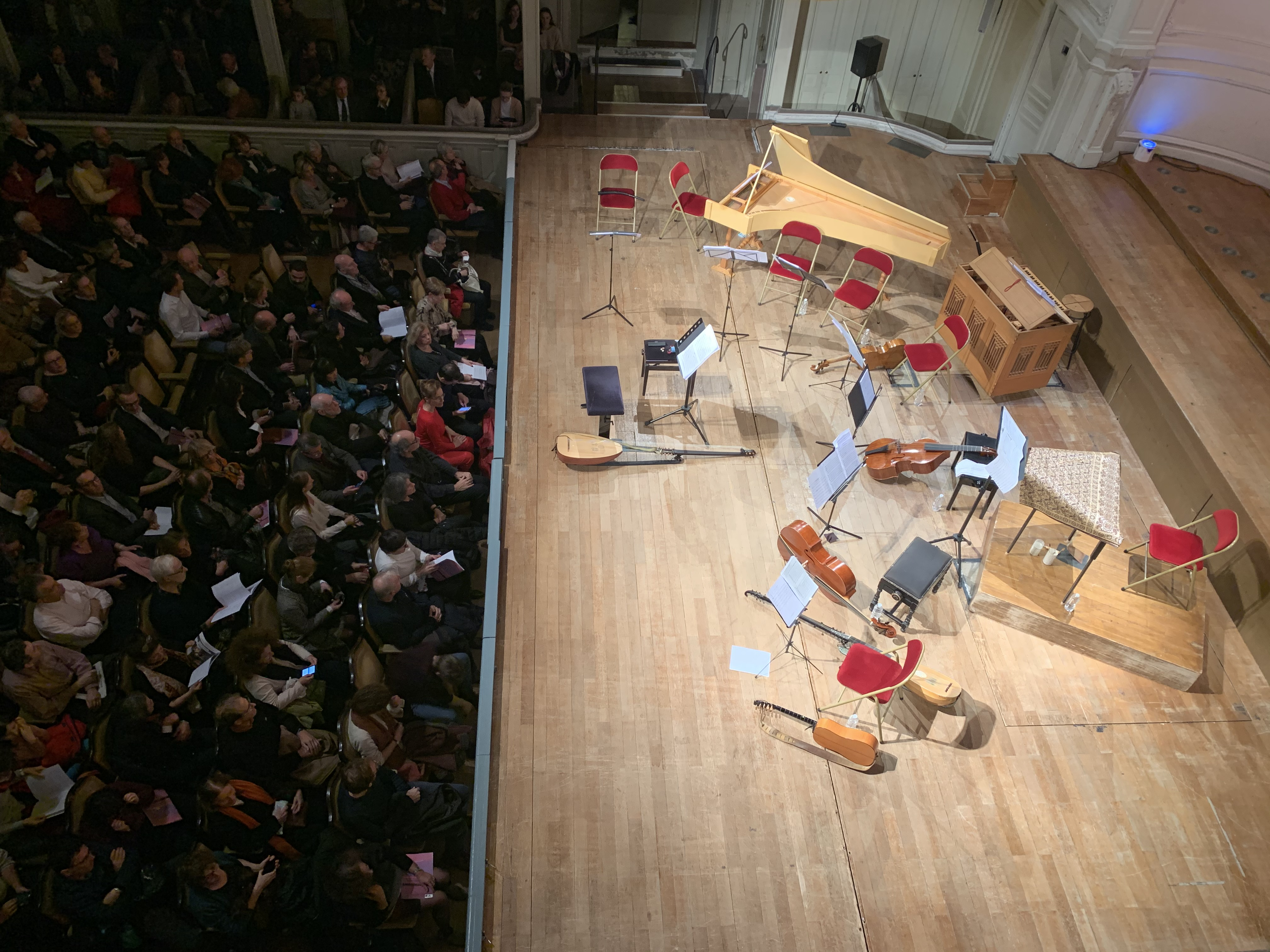
Scène de la salle Gaveau vue de dessus pendant un concert en 2019.

Depuis sa réouverture, elle a accueilli de nombreux artistes de renommée internationale comme Roberto Alagna, Gabriel Bacquier, Kathleen Battle, Montserrat Caballé, Laurence Dale, Plácido Domingo, Victoria de los Ángeles, Franco Fagioli ,Renée Fleming, Mirella Freni, Nicolaï Ghiaurov, Gundula Janowitz, Sumi Jo, Armin Jordan, Felicity Lott, Christa Ludwig, Jessye Norman, Françoise Pollet, Mischa Maisky, Inva Mula, Margaret Price, Jean-Pierre Rampal, Ruggero Raimondi, Vadim Repin, Katia Ricciarelli, Mstislav Rostropovitch, Maxime Venguerov, Shirley Verrett, Sonya Yoncheva The King's Singers, la Maîtrise de Sainte-Croix de Neuilly, le Beaux Arts Trio de New York, avec une priorité pour les pianistes : Martha Argerich, Paul Badura-Skoda, Michel Béroff, Laurent Cabasso, Bertrand Chamayou, Aldo Ciccolini, Georges Cziffra,,, Nelson Freire, Alexis Golovine, Keith Jarrett, Cyprien Katsaris, Valentina Lisitsa,,  Tatiana Nikolaïeva, Kun-Woo Paik, Ivo Pogorelić, Valéry Sigalevitch, François Weigel, Alexis Weissenberg. Les concerts Lamoureux continuent de s’y produire. Elle accueille également le Concours Long-Thibaud-Crespin, le Concours de trompette Maurice-André, les Paris Opera Awards, les masterclasses de Ruggero Raimondi, mais également des spectacles de Marc Jolivet, Yves Lecoq, Gaspard Proust. En plus de son activité principale, elle est utilisée pour des locations (elle a par exemple été louée les 22 avril et 6 mai 2007 par l'UMP pour les soirées des deux tours de l'élection présidentielle, le siège de l'UMP se trouvant alors à quelques pas dans la même rue).
En octobre 2024, Jean-Marc Dumontet devient le nouveau propriétaire. Il fait évoluer la programmation vers  « des concerts acoustiques de têtes d’affiche, des seuls-en-scène et de l'humour ».

## Œuvres créées salle Gaveau

### Première moitié duXXesiècle
- Maurice Ravel : Valses Nobles et Sentimentales pour piano, en 1911[22]
- Louis Vierne : Troisième Symphonie (avec Marcel Dupré à l'orgue), en 1912
- Maurice Ravel : Trio pour piano, violon et violoncelle, en 1915
- Claude Debussy : Sonate pour violon et piano, avec Gaston Poulet, en 1917[10]
- Maurice Ravel : Le Tombeau de Couperin, par Marguerite Long, le 11 avril 1919
- Albert Roussel : Le Marchand de Sable qui passe, musique de scène, en 1919
- Augustin Barié : Symphonie pour orgue par André Marchal, en 1922
- Georges Enesco : Premier Quatuor à cordes, création française le 18 octobre 1921[23]
- Arnold Schönberg : Pierrot lunaire, création française par Darius Milhaud avec Marya Freund, (texte retranscrit par Jacques Benoist-Méchin), le 12 janvier 1922
- Arthur Honegger : Roi David, création française le 15 mars 1924
- Louis Vierne : Pièces de Fantaisie par Marcel Dupré en 1926
- Guy Ropartz : Troisième Sonate pour violon et piano, création française avec Georges Enesco au violon et Marcel Ciampi au piano, le 21 avril 1928
- Georges Enesco : Troisième Sonate pour violon et piano dans le caractère populaire roumain, création française avec Nicolae Caravia[24] au piano, le 28 mars 1927
- Igor Stravinsky : Concerto pour deux pianos solos, avec le compositeur et son fils Sviatoslav Soulima au pianos, en 1935
- Francis Poulenc : Telle Jour, telle Nuit cycle de mélodies sur des poèmes de Paul Éluard , par Pierre Bernac, le 3 février 1937
- Georges Enesco : Troisième Sonate pour piano par Marcel Ciampi, le 6 décembre 1938
- Francis Poulenc : Banalités sur des poèmes d'Apollinaire, par Pierre Bernac (baryton) et Francis Poulenc (piano), le 14 décembre 1940.
- Olivier Messiaen : Vingt Regards sur l'Enfant-Jésus par Yvonne Loriod au piano, le 26 mars 1944
- Maurice Duruflé : Requiem par l'Orchestre National dirigé par Roger Désormière avec Camille Maurane et Hélène Bouvier, en 1947
- Francis Poulenc : Sonate pour violoncelle et piano, en 1949

### Seconde moitié duXXesiècle
- Olivier Messiaen : Catalogue d'oiseaux pour piano, interprété par Yvonne Loriod le 15 avril 1959[25]
- Pierre Schaeffer : Étude aux Objets, le 30 juin 1959
- Jacques Castérède : Sonate pour piano, par Françoise Thinat, en 1967
- Laurent Petitgirard : Quintette avec piano, en 1977
- Rodion Chtchedrine : Bribes Russes pour violoncelle (commande du concours international Mstislav Rostropovitch), en 1990

### XXIesiècle
- Bruno Mantovani : Appel d'Air pour flûte et piano (commande du concours international Jean-Pierre Rampal, en 2001
- Philippe Hersant : Concerto pour harpe et orchestre (Le Tombeau de Virgile) par Isabelle Moretti, en 2006
- Thierry Pécou : Concerto pour piano et orchestre (L'Oiseau Innumérable), par Alexandre Tharaud, en 2006
- Oliver Twist, le musical d'après le roman de Charles Dickens, en 2016